# Кабо-Верде на летних Олимпийских играх 2016
Республика Кабо-Верде на летних Олимпийских играх 2016 года была представлена 5 спортсменами в 4 видах спорта. Знаменосцем сборной, как на церемонии открытия Игр, так и на церемонии закрытия стала тхэквондистка Мария Андраде. По итогам соревнований сборная Кабо-Верде, выступавшая на своих шестых летних Олимпийских играх, вновь осталась без медалей.

## Состав сборной
Бокс
1. Дэвилсон Мораиш

 Лёгкая атлетика
1. Жордин Андраде
2. Лидиане Лопеш

 Тхэквондо
1. Мария Андраде

 Художественная гимнастика
1. Элиан Боал

## Результаты соревнований

### Бокс
Квоты, завоёванные спортсменами являются именными. Если от одной страны путёвки на Игры завоюют два и более спортсмена, то право выбора боксёра предоставляется национальному Олимпийскому комитету. Соревнования по боксу проходят по системе плей-офф. Для победы в олимпийском турнире боксёру необходимо одержать либо четыре, либо пять побед в зависимости от жеребьёвки соревнований. Оба спортсмена, проигравшие в полуфинальных поединках, становятся обладателями бронзовых наград.
Мужчины
| Категория   | Спортсмены      | Первый раунд       | Второй раунд       | Четвертьфинал      | Полуфинал          | Финал              | Место |
| Категория   | Спортсмены      | Соперник Результат | Соперник Результат | Соперник Результат | Соперник Результат | Соперник Результат | Место |
| ----------- | --------------- | ------------------ | ------------------ | ------------------ | ------------------ | ------------------ | ----- |
| свыше 91 кг | Дэвилсон Мораиш |                    |                    |                    |                    |                    |       |

### Гимнастика

#### Художественная гимнастика
Женщины
| Соревнование              | Спортсмены | Квалификация | Квалификация | Финал                 | Финал                 |
| Соревнование              | Спортсмены | Очки         | Место        | Очки                  | Место                 |
| ------------------------- | ---------- | ------------ | ------------ | --------------------- | --------------------- |
| индивидуальное многоборье | Элиан Боал | 38.640       | 26           | завершила выступление | завершила выступление |

### Лёгкая атлетика
Мужчины
Беговые дисциплины
| Дисциплина                    | Спортсмен      | Предварительный раунд | Предварительный раунд | Предварительный раунд | Четвертьфиналы | Четвертьфиналы | Четвертьфиналы | Полуфиналы | Полуфиналы | Полуфиналы | Финал | Финал |
| Дисциплина                    | Спортсмен      | Забег                 | Время                 | Место                 | Забег          | Время          | Место          | Забег      | Время      | Место      | Время | Место |
| ----------------------------- | -------------- | --------------------- | --------------------- | --------------------- | -------------- | -------------- | -------------- | ---------- | ---------- | ---------- | ----- | ----- |
| бег на 400 метров с барьерами | Жордин Андраде |                       |                       |                       | не проводится  | не проводится  | не проводится  |            |            |            |       |       |

Женщины
Беговые дисциплины
| Дисциплина        | Спортсмен     | Предварительный раунд | Предварительный раунд | Предварительный раунд | Четвертьфиналы | Четвертьфиналы | Четвертьфиналы | Полуфиналы | Полуфиналы | Полуфиналы | Финал | Финал |
| Дисциплина        | Спортсмен     | Забег                 | Время                 | Место                 | Забег          | Время          | Место          | Забег      | Время      | Место      | Время | Место |
| ----------------- | ------------- | --------------------- | --------------------- | --------------------- | -------------- | -------------- | -------------- | ---------- | ---------- | ---------- | ----- | ----- |
| бег на 100 метров | Лидиане Лопеш |                       |                       |                       |                |                |                |            |            |            |       |       |

### Тхэквондо
Соревнования по тхэквондо проходят по системе с выбыванием. Для победы в турнире спортсмену необходимо одержать 4 победы. Тхэквондисты, проигравшие по ходу соревнований будущим финалистам, принимают участие в утешительном турнире за две бронзовые медали.
Женщины
| Категория | Спортсмены    | Первый раунд       | Четвертьфинал      | Полуфинал          | Финал              | Место |
| Категория | Спортсмены    | Соперник Результат | Соперник Результат | Соперник Результат | Соперник Результат | Место |
| --------- | ------------- | ------------------ | ------------------ | ------------------ | ------------------ | ----- |
| до 49 кг  | Мария Андраде |                    |                    |                    |                    |       |